# Тимковский, Константин Иванович
Константин Иванович Тимковский (1814—1881) — петрашевец.

## Биография
Родился в 1814 году в семье «цензора и председателя комиссии для печатания полного собрания и свода законов» Ивана Осиповича Тимковского. Приходился племянником Я. А. Дружинину, был двоюродным братом А. Г. Политковского.
Учился в частном пансионе Курнанда («на Литейной, близ ц. Преображения, в доме сенатора Резанова»), а затем в Санкт-Петербургском университете и Институте восточной словесности при Министерстве иностранных дел.
В октябре 1833 года поступил юнкером на флотскую службу. С октября 1835 года — мичман, с марта 1841 года — лейтенант флота; уволен от службы по прошению 1 июля 1845 года. В марте 1846 года поступил на гражданскую службу чиновником особых поручений при Министерстве внутренних дел. В июне 1848 года был командирован, в помощь надворному советнику Беклемишеву, для ревизии магистрата и городского хозяйства в Ревель, где и был арестован в 1849 году по «делу петрашевцев». Тимковский осенью 1848 года, во время своего сорокадневного отпуска в Петербурге, посетил шесть «пятниц» М. В. Петрашевского и на одной из них прочитал речь об учении Ш. Фурье. Ф. М. Достоевский в своих показаниях Следственной комиссии указал о нём:

Это, как показалось мне, один из тех исключительных умов, которые если принимают какую-нибудь идею, то принимают ее так, что она первенствует над всеми другими, в ущерб другим. Его поразила только одна изящная сторона системы Фурье, и он не заметил других сторон, которые бы могли охладить его излишнее увлечение Фурье. Кроме того, он недавно только ознакомился с его системой и еще не успел переработать ее собственной критикой. <…> 
Во всех других отношениях Тимковский показался мне совершенно консерватором и вовсе не вольнодумцем. Он религиозен и в идеях самодержавия. Известно, что система Фурье не отрицает самодержавного образа правления.
Арестован Тимковский был на основании обнаруженного у Н. А. Спешнева его письма, в котором говорилось об учреждении Тимковским двух революционных кружков в Ревеле. Однако Следственная комиссия не нашла этому доказательств, и Тимковский был приговорен к ссылке, заменённой арестантскими ротами.
Умер в 1881 году. Похоронен на Новодевичьем кладбище.
Был женат на сестре Александра Ивановича Бутовского, вместе с которым воспитывался когда-то в пансионе Курнанда.